# Плющев, Павел Карпович
Плю́щев Па́вел Ка́рпович (21 января 1890, местечко Монастырщина Мстиславского уезда, Могилёвская губерния — 17 декабря 1920, Перово) — первый председатель военно-революционного комитета Московско-Казанской железной дороги.

## Биография
Родился в местечке Монастырщина Мстиславского уезда Могилёвской губернии в крестьянской семье. По окончании начальной школы пошёл в ученики к столяру. Позже работал столяром на мебельной фабрике в Киеве, где вступил в рабочий трудовой кружок. В 1911 году был призван в армию.
Служил в 102-м Вятском пехотном полку, где получил звание старшего унтер-офицера. В Первую мировую войну принимал участие в боях у Мазурских озёр и под Варшавой. В декабре 1914 года был тяжело ранен и демобилизован.
Приехал Подмосковье, стал жить в селе Перово. В 1915 году устроился работать столяром в Перовские вагонные мастерские Московско-Казанской железной дороги. Там начал активно работать в большевистской ячейке, вёл революционную пропаганду и объединил рабочих мастерских в профсоюзную организацию. Был избран гласным в волостное земство Перовской волости, в котором отстаивал права рабочих.
В декабре 1915 года рабочие объявили первую забастовку и добились повышения зарплаты на 10 %. Первая победа укрепила силы рабочих и они начали требовать 8-часовой рабочий день, а также выдвинули политическое требование — прекращение войны. Это привело к тому, что более 30 рабочих, включая Павла Плющева, в декабре 1916 года были арестованы и заключены в тюрьму.
После Февральской революции Плющев был выпущен из тюрьмы и вернулся в Перово, где был избран председателем завкома Перовских мастерских. Член Коммунистической партии с 1917 года. С сентября 1917 года — член Железнодорожного районного комитета РСДРП (б).
В июне 1917 года в Перовских мастерских Павлом Плющевым был сформирован отряд Красной гвардии, который нёс охрану станции, мастерских и близлежащих поселков. Красная гвардия Перовских мастерских, начальником штаба которой являлся Плющев, не была вооружена огнестрельным оружием.
Подпольная ячейка большевиков Перовских мастерских, в которую входил Плющев, вела борьбу с Главным дорожным комитетом Московско-Казанской железной дороги, руководимым меньшевиками и эсерами, который противился вооружению Перовского отряда Красной гвардии. Однако, когда на станции Запутная крестьяне разгромили цистерну со спиртом и помещение станции, Главный дорожный комитет обратился к помощи дружинников и выдал перовскому отряду Красной гвардии 67 винтовок и небольшое количество патронов. Всё это оружие было оставлено в Перовской ячейке. К октябрю 1917 года численность возглавляемого Плющевым отряда достигла 160 человек.
7 ноября (25 октября) 1917 года после начала Октябрьского вооружённого восстания в Москве, Перовской ячейкой был выбран Революционный комитет (Ревком) из пяти человек под председательством Плющева. Первой своей задачей Ревком поставил захват станции Перово, который при помощи отряда Красной гвардии и осуществил. Под руководством Перовского Ревкома были захвачены 12 вагонов с винтовками и Симоновский патронный склад. 100 винтовок пошла на довооружение перовского отряда Красной гвардии, а остальная часть была направлена большевикам в Москву для снабжения 56-го пехотного запасного полка. Перовский отряд Красной гвардии ожидал сражения с юнкерами, которые, как предполагалось, должны были отступать от Александровских казарм по направлению к Перово, но ожидания оказались напрасными, так как юнкеры сдались. В дальнейшем руководимый Перовским Ревкомом отряд занимался задержанием подозрительных лиц, разоружением произвольно демобилизовавшихся, борьбой с проездом безбилетных пассажиров по железной дороге и провозом контрабанды (главным образом, спирта), а также боролся с бандитизмом.
Известно также, что рабочие Перовских мастерских послали П. К. Плющева своим представителем в Московский Совет, где он был избран членом Исполкома, хотя в опубликованных списках членов Исполкома Моссовета фамилия Плющева не значится.
11 августа 1918 года большевики, входившие в состав Главного дорожного комитета Московско-Казанской железной дороги, созвали совещание коммунистов узла и после долгих обсуждений постановили Главный дорожный комитет распустить, а вместо него образовать Главный военно-революционный комитет (ГВРК) Московско-Казанской железной дороги и передать ему всю полноту власти. Тогда же был сформирован состав ГВРК и его председателем был избран П. К. Плющев. Так как новому Военно-революционному комитету нужно было помещение, то из управления дороги был выдворен барон Н. К. Фон Мекк, который его возглавлял с 1892 года, а его кабинет был занят под кабинет П. К. Плющева.
В ноябре 1918 года по партийной мобилизации был направлен на Восточный фронт. Участвовал в Гражданской войне в качестве комиссара военно-эксплуатационного отдела управления военных сообщений фронта, комиссаром управления военных сообщений 4-й армии. С сентября 1919 года — помощник комиссара, а с октября 1919 года — комиссар управления военных сообщений 1-й армии Туркестанского фронта. На фронте получил тяжёлое ранение и в 1920 году был демобилизован. Вернулся в Перово, где в том же году заболел тифом и умер в возрасте 30 лет.

## Отзывы о личности Плющева
Все товарищи, знавшие Павла, говорят о его таланте оратора. У него была какая-то особая, только ему присущая манера выступать. Говорил он спокойно, ровным голосом. Но именно в этом спокойствии и проявлялась его глубокая уверенность, убеждённость в правоте того, о чём он говорил. Рабочие ему верили. «Так уж повелось, вспоминает Иван Николаевич Смирнов, что там, где выступал Плющев, ораторы эсеров и меньшевиков не имели никакого успеха».

Товарищ Плющев был несокрушимым стальным большевиком. Он кипел ненавистью к буржуазии и к той человеческой шелухе, которая в первые месяцы революции металась из стороны в сторону, торгуясь сама с собою, к кому примкнуть. «Или с нами, или против нас, — рубил в таких случаях Плющев. — У революции нет середины».

Подрайком РКП (б) Казанской железной дороги характеризовал Плющева как человека с громадной инициативой, честного, прямого, с твёрдой волей, всегда безупречно относящегося к порученному ему делу.

## Память
- В 1927 году, к 10-летию Октябрьской революции в московском районе Перово в сквере у дома № 18 по улице Плющева установлен обелиск членам ВКП(б) Плющеву П. К., Гинц В. И. и Мочалкину А. И. с надписью: «Первым бойцам за пролетарскую диктатуру и нашим организаторам»[3].
- В 1930 году платформа «Шереметевская» Московской железной дороги была переименована в «Плющево».
- В 1972 году часть улицы Плеханова в Москве была выделена в отдельную улицу и названа улицей Плющева.